# Mankarga
Mankarga är en ort i Burkina Faso.   Den ligger i regionen Plateau-Central, i den centrala delen av landet, 90 km öster om huvudstaden Ouagadougou. Mankarga ligger 274 meter över havet och antalet invånare är 1 204.
Terrängen runt Mankarga är platt. Närmaste större samhälle är Gandaogo, 19,7 km nordost om Mankarga.
Omgivningarna runt Mankarga är en mosaik av jordbruksmark och naturlig växtlighet. Runt Mankarga är det ganska tätbefolkat, med 78 invånare per kvadratkilometer.